# Wöhler (cráter)
Wöhler es un pequeño cráter de impacto que se encuentra al sur del cráter Stiborius, en la escarpada región sudeste de la Luna. Al oeste-noroeste está el remanente maltrecho de Riccius.
|  |

Esta es una formación de perímetro casi circular, con un borde exterior ligeramente erosionado. Un pequeño cráter aparece unido al borde occidental y las paredes interiores se inclinan hacia un suelo interior sin rasgos distintivos.

## Cráteres satélite
Por convención estos elementos son identificados en los mapas lunares poniendo la letra en el lado del punto medio del cráter que está más cerca de Wöhler.
|        | \| Wöhler \| Coordenadas \| Diámetro \| \| ------ \| ----------------------------- \| -------- \| \| A \| 37°42′S 30°18′E / -37.7, 30.3 \| 8 km \| \| B \| 37°12′S 30°48′E / -37.2, 30.8 \| 11 km \| \| C \| 36°42′S 30°36′E / -36.7, 30.6 \| 12 km \| \| D \| 36°12′S 31°12′E / -36.2, 31.2 \| 7 km \| \| E \| 38°54′S 30°12′E / -38.9, 30.2 \| 7 km \| \| F \| 40°06′S 33°48′E / -40.1, 33.8 \| 8 km \| \| G \| 40°06′S 35°36′E / -40.1, 35.6 \| 7 km \| |          |
| Wöhler | Coordenadas | Diámetro |
| A      | 37°42′S 30°18′E / -37.7, 30.3 | 8 km     |
| B      | 37°12′S 30°48′E / -37.2, 30.8 | 11 km    |
| C      | 36°42′S 30°36′E / -36.7, 30.6 | 12 km    |
| D      | 36°12′S 31°12′E / -36.2, 31.2 | 7 km     |
| E      | 38°54′S 30°12′E / -38.9, 30.2 | 7 km     |
| F      | 40°06′S 33°48′E / -40.1, 33.8 | 8 km     |
| G      | 40°06′S 35°36′E / -40.1, 35.6 | 7 km     |